# Grant Hill
Grant Henry Hill (Dallas, 5 ottobre 1972) è un ex cestista statunitense, di ruolo ala piccola.
Hill ha giocato come ala piccola per 19 anni militando in ordine nei Detroit Pistons, negli Orlando Magic, nei Phoenix Suns e nei Los Angeles Clippers, giocando 1.026 partite in NBA, partecipando a 7 All-Star Game ed entrando 5 volte nell'All-NBA Team (una volta nel primo le altre nel secondo), ma senza mai vincere l'anello.
Con la nazionale ha vinto una medaglia di bronzo ai giochi panamericani 1991 e un oro alle Olimpiadi del 1996. Ha inoltre vinto per tre volte l'NBA Sportsmanship Award, risultando essere il cestista ad averlo vinto più volte in assoluto. Dal 2018 è fra i membri del Naismith Memorial Basketball Hall of Fame.

## Biografia
Hill è nato a Dallas mentre suo padre (Calvin Hill) giocava nei Dallas Cowboys. Sua madre Janet, laureatasi al Wellesley College, ha condiviso la camera con Hillary Clinton quando entrambe erano al primo anno.
Prima di andare alla Duke University ha girato uno spot per la Sprite. Durante la sua carriera universitaria ha conseguito la laurea in storia e in scienze politiche.
A Detroit ha conosciuto Tamia, con la quale si è sposato nel 1999, da cui ha avuto 2 figlie: Myla Grace (classe 2002) e Lael Rose (classe 2007).

## Caratteristiche tecniche
Considerato uno dei giocatori più completi della storia NBA, tra i migliori degli anni novanta, tra le sue qualità spiccavano l'atletismo, il controllo palla, la visione di gioco e l'intelligenza tattica che lo rendevano a tutti gli effetti un all-around player.
Era considerato il nuovo Michael Jordan, mentre da altri è stato definito un LeBron prima di LeBron. Tuttavia, a causa del fatto che la sua carriera è stata enormemente condizionata dagli infortuni, è stato definito uno dei più grandi what if nella storia del basket.
In carriera si è anche distinto per la professionalità e determinazione con le quali si approcciava alla pallacanestro.

## Carriera

### High school e college
Al termine della carriera di suo padre nella NFL, la famiglia si trasferì a Reston, Virginia, dove Grant diventò una stella dell'high-school. In seguito giocò per 4 anni alla Duke University, vincendo il titolo nazionale nel 1991 e nel 1992 e perdendo il campionato nel 1994. Oltre che i 2 titoli partecipò al McDonald's All-American Game nel 1990 ed entrò tra i membri di 2 NCAA AP All-America Team. A scuola comunque praticò diversi sport prima di scegliere la pallacanestro, suonando pure il pianoforte. Al termine della sua carriera universitaria venne definito dal suo ex allenatore a Duke a Mike Krzyzewski il miglior giocatore che avesse mai allenato.

### NBA

#### Detroit Pistons
Grant Hill venne scelto dai Detroit Pistons come terza scelta nel Draft NBA dopo essersi laureato nel 1994. Nella sua prima stagione, Hill realizzò in media 19,9 punti, 5,0 assist, 6,4 rimbalzi e 1,77 palle rubate per partita, guidando la sua squadra in ogni statistica a fine anno e diventando il quinto a riuscire in ciò. In quest'annata divenne sin da subito uno dei giocatori preferiti dal pubblico, oltre al fatto che il coach dei Pistons Don Chaney lodò la sua comprensione del gioco e paragonò Hill a 2 ex campioni dell'NBA come Magic Johnson e Larry Bird. A fine stagione si divise il titolo di NBA Rookie of the Year Award con Jason Kidd. Hill inoltre giocò regolarmente nell'NBA All-Star Game. Nella stagione 1995-1996 partecipò all'All-Star Game risultando essere il giocatore più votato della lega, anche più del ritornato Michael Jordan, e al termine della stagione venne inserito, per la prima volta di 5 consecutive, in un All-NBA Team. Nel 1997 mise a referto 13 triple-doppie in una sola stagione guidando la lega in tale statistica, segnando in media 21,4 punti più 9,0 rimbalzi e 7,3 assist. Nella seconda metà degli anni novanta Hill si affermò così come uno dei giocatori più forti della NBA.
Comunque, nonostante il valore aggiunto portato alla squadra da Grant Hill, i Detroit Pistons non riuscirono mai a proseguire a lungo nel cammino dei playoffs, fermandosi al primo turno in ognuna delle loro 4 apparizioni (1996, 1997, 1999, 2000). L'8 febbraio 1999 realizzò il proprio career high di punti segnandone 46 nel successo per 106-103 contro gli Washington Wizards. Al termine della stagione 1998-1999 diventò il 2º giocatore, dopo Wilt Chamberlain, a guidare la sua squadra in punti, assist e rimbalzi di media in 3 stagioni diverse nella storia dell'NBA. La stagione 1999-2000 fu quella più prolifica della sua carriera (25,8 punti a partita) ma calando in assist e rimbalzi (rispettivamente 5,2 e 6,6), e giocando nei playoffs pur con un infortunio alla sua caviglia sinistra; ciononostante i Pistons vennero eliminati in 4 gare al primo turno dai Miami Heat e Hill peggiorò la propria situazione fisica. Viste le sue medie, rientra tra i 6 giocatori ad avere totalizzato almeno 20 punti, 5 assist e 5 rimbalzi nelle prime 6 stagioni in carriera; gli altri a esserci riusciti sono Oscar Robertson, Jerry West, Larry Bird, Michael Jordan e successivamente rispetto a Hill LeBron James.

#### Orlando Magic

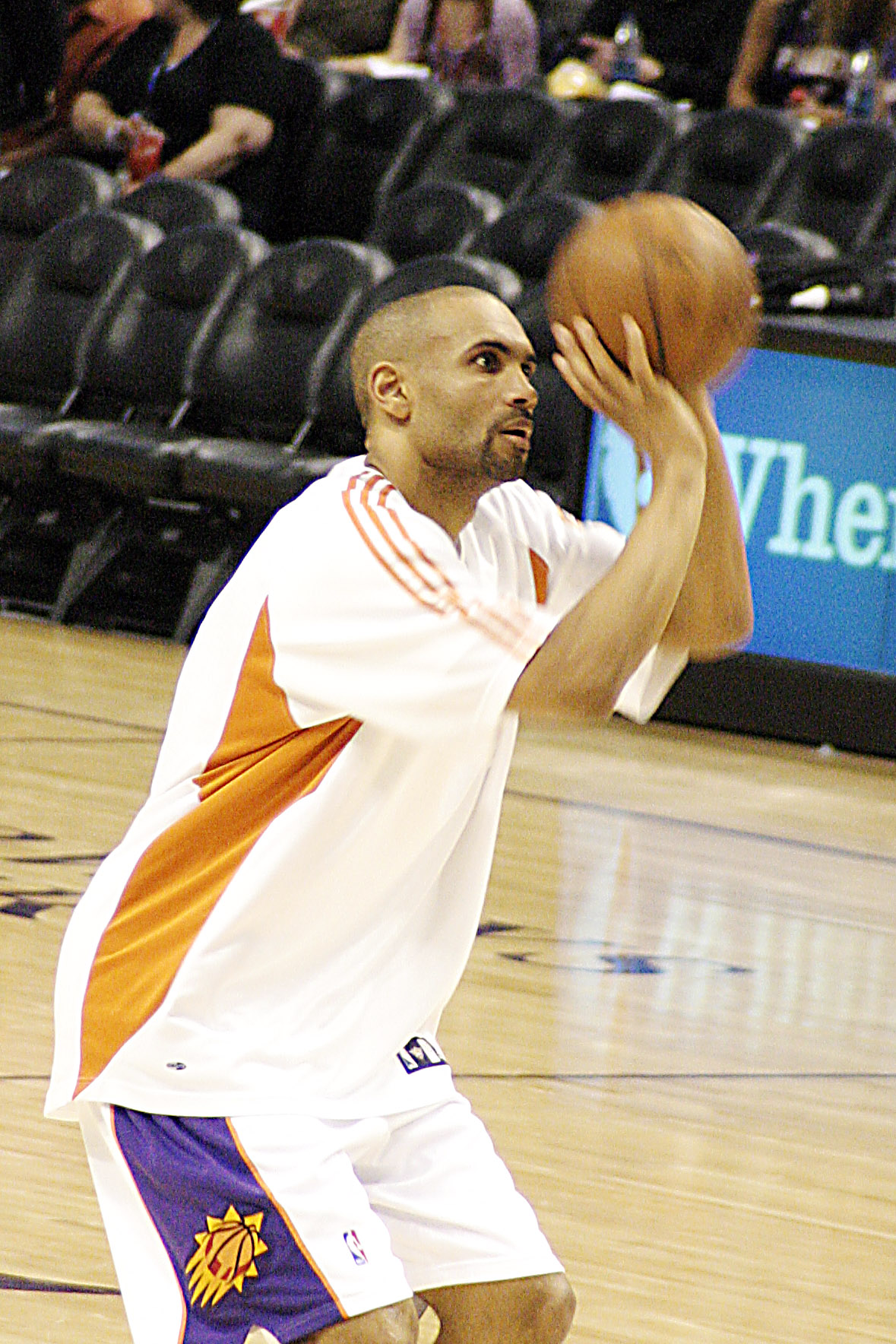
Grant Hill in allenamento a Phoenix

A fine anno Hill venne scambiato con gli Orlando Magic per Chucky Atkins e Ben Wallace. Prima di trasferirsi in Florida ci fu per lui la possibilità di trasferirsi ai Lakers in cambio della loro stella Kobe Bryant.
I Magic sperarono che potesse fare coppia con la superstar Tracy McGrady, comprato dai Toronto Raptors, per far tornare i Magic tra i grandi della NBA. Hill si trovò però in difficoltà sin dal suo arrivo ad Orlando per problemi alla caviglia, giocando nella sua prima stagione con la nuova squadra sole 4 partite (per quanto all'inizio si temeva che non riuscisse neppure a giocarle), 14 nella seconda stagione e 29 nella terza. Nel marzo 2003 si sottopose a un intervento chirurgico per cercare di risolvere definitivamente i problemi alla caviglia; cinque giorni dopo l'operazione, però, Hill rischiò addirittura di morire a causa di un'infezione da stafilococco, che lo costrinse a una settimana di ricovero e sei mesi di antibiotici.
Rientrò nella stagione 2004-2005 dimostrando di essere ancora molto amato dai tifosi, che con i loro voti lo fecero partire in quintetto nell'All-Star Game per l'Eastern Conference. Al termine della stagione vinse il premio per la sportività. Quando sembrava, dopo aver giocato una stagione quasi intera nel 2004-05, che Hill (ormai 33enne) potesse tornare sui buoni livelli della sua esperienza a Detroit, nella stagione 2005-06 ebbe di nuovo problemi fisici, tra i quali un'ernia inguinale, disputando solo 21 match. Tornò a giocare nel campionato 2006-07 per gli Orlando Magic con i quali tenne una media di 14,4 punti e 3,6 rimbalzi a gara, con la squadra che tuttavia venne eliminata al primo turno in 4 gare dai Detroit Pistons.

#### Phoenix Suns

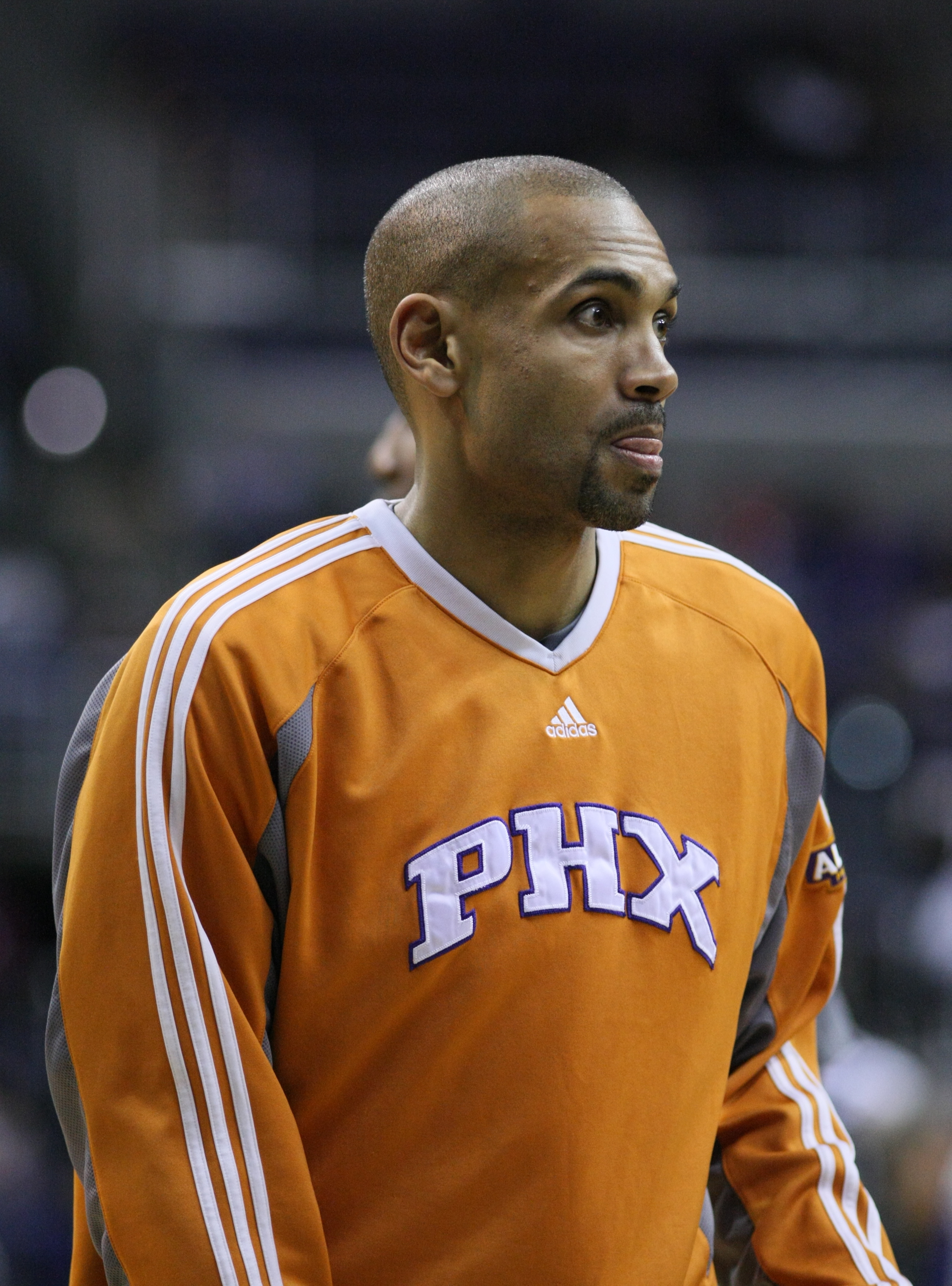
Hill in riscaldamento ai Suns

Nell'estate 2007, dopo avere pensato al ritiro per via dei tanti infortuni patiti, rimase free agent e in luglio firmò con i Phoenix Suns. Ai Suns Hill indossò la maglia numero 33 (lo stesso che usa fin dai tempi di Duke) nonostante il numero fosse stato ritirato in onore di Alvan Adams: l'eccezione venne fatta per la reputazione di grande atleta e di professionista serio di cui Hill ha sempre goduto. Arrivò ai Suns con il pensiero di giocare un paio d'anni prima di ritirarsi, ma per via delle prestazioni offerte in campo rinviò la sua decisione di qualche anno. In Arizona Hill vinse per la seconda volta il premio per la sportività e partì nel quintetto base (seppure con minutaggi intorno alla mezz'ora) dando con la sua esperienza un apporto prezioso per la squadra del duo Nash-Stoudemire, imponendosi sin da subito come uno dei leader della squadra.
L'anno successivo giocò per la prima volta in carriera 82 partite su 82 all'età di 36 anni. Nella stagione 2009-10 vinse per la terza volta il premio Joe Dumars per la sportività e soprattutto riuscì per la prima volta in carriera (a 38 anni) ad accedere alle finali di conference durante i playoffs, in quanto Phoenix superò Portland per 4-2 e San Antonio per 4-0. Il cammino dei Suns si fermò alla Finali di Conference, contro i Lakers di Kobe Bryant e Pau Gasol, con Hill che negli ultimi minuti, seppur marcandolo al suo meglio, non poté impedire il canestro vincente di Kobe Bryant. Le due stagioni successive furono invece povere di soddisfazioni con la squadra che non raggiunse i playoffs (con lui che rinnovò nel dicembre 2011 per un altro anno), con Hill che soffrì di ulteriori problemi fisici. Ciò non gli impedì di tenere una media di 13 punti nel 2010-2011, diventando (all'epoca) il settimo giocatore a raggiungere tale media a 38 anni o più.

#### Los Angeles Clippers
Alla soglia dei 40 anni (secondo giocatore più anziano in attività, un giorno più giovane di Kurt Thomas) decise di accettare la sfida propostagli dai Los Angeles Clippers, firmando un contratto biennale il 17 luglio 2012. Fece il suo esordio con la franchigia di Los Angeles il 12 gennaio 2013. Appena 4 giorni più tardi raggiunse le 1.000 presenze in NBA contro gli Houston Rockets. Nonostante fosse ormai avesse superato i 40 anni diede comunque un buon contributo (seppur giocando solo 29 partite) alla squadra per esempio quando marcò Carmelo Anthony contro i New York Knicks nel 4º quarto, o con una stoppata decisiva su Jerryd Bayless contro Memphis (rivelatasi decisiva per il raggiungimento dei playoffs della squadra).
Nei play-off i Clippers, nonostante un grande Chris Paul, si fermarono al 1º turno a gara-6 contro i Memphis Grizzlies, impedendo a Hill di vincere l'anello.
Il 1º giugno 2013 annunciò il suo ritiro dalla lega in diretta tv su TNT.

### Nazionale
Dopo avere disputato i giochi panamericani nel 1991, nel 1995 venne invitato per uno stage in vista delle Olimpiadi di Atlanta del 1996 dagli Stati Uniti; venne inserito nella lista definitiva dei convocati per il torneo, in cui diede il suo contributo al 2º Dream Team (composto tra i tanti da giocatori come John Stockton, Charles Barkley, Hakeem Olajuwon, Scottie Pippen e Shaquille O'Neal) al raggiungimento della vittoria finale fornendo buone prestazioni, seppur non giocando le ultime 2 partite decisive contro Australia e Jugoslavia. Quattro anni dopo venne convocato anche per le Olimpiadi di Sydney 2000, ma dovette rinunciare a causa dell'infortunio patito durante la stagione. Venne sostituito da Shareef Abdur-Rahim.

## Dopo il ritiro

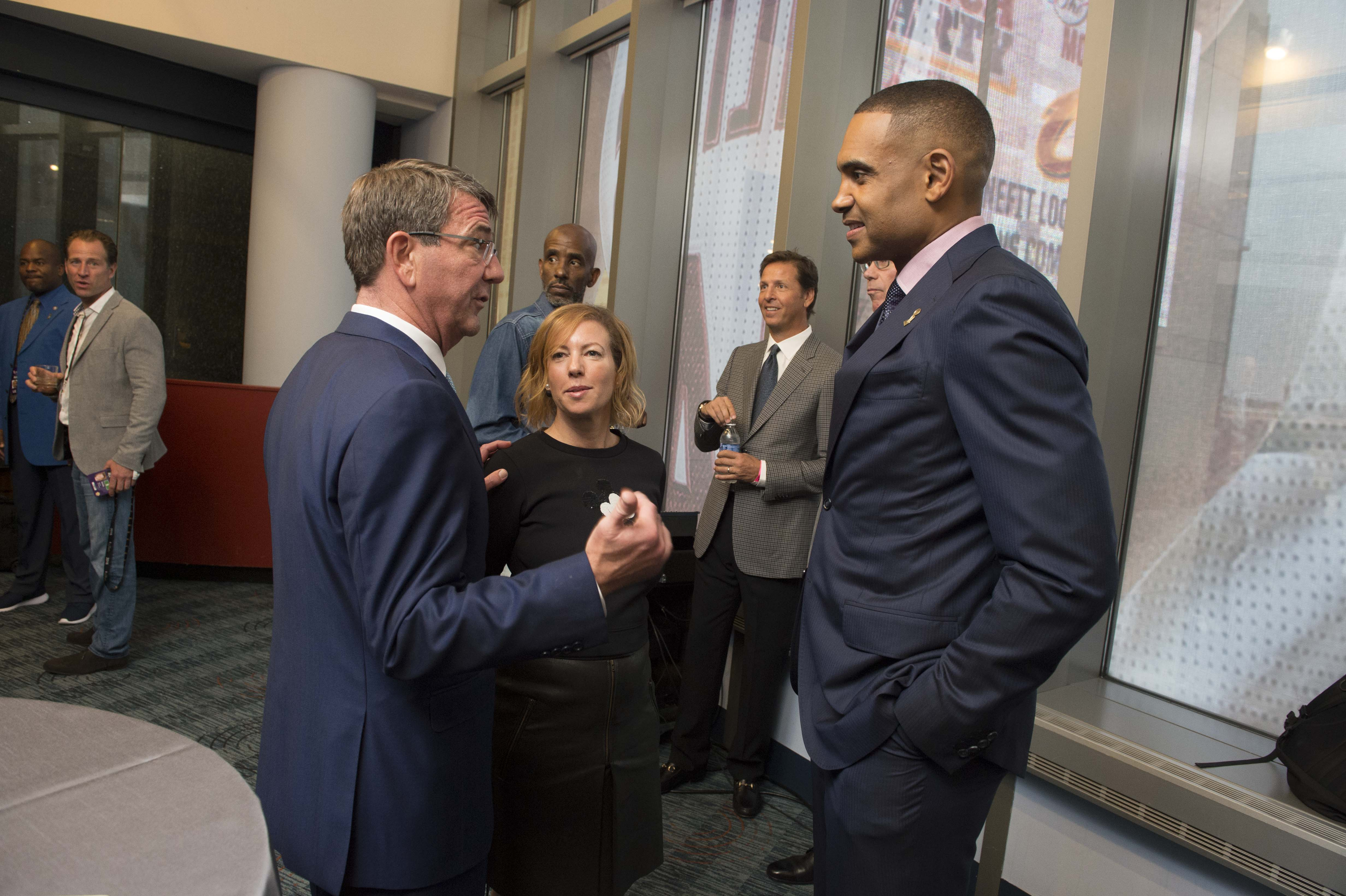
Hill (destra) nel 2016 con l'ex segretario della difesa degli Stati Uniti Ashton Carter

Pochi mesi dopo il ritiro dall'attività agonistica iniziò a condurre il programma Inside Stuff insieme a Kristen Ledlow.
Nel giugno 2015 diventò socio di minoranza degli Atlanta Hawks.
Nel settembre 2018 venne introdotto nella Hall Of Fame.

## Fuori dal campo
Durante l'anno da rookie, fece un'apparizione da David Letterman nel suo show, suonando pure il pianoforte e mostrando un'ottima tecnica (dovuta al fatto che a 9 anni iniziò a prendere lezioni di piano, smettendo poi di suonare soltanto dopo l'iscrizione all'high school).
Il 7 settembre 1995, in occasione degli MTV Video Music Awards, presentò un premio in collaborazione con la conduttrice Ricki Lake.
Apparve nel video di Rockstar, canzone dei Nickelback.
Per via dello stafilococco avuto durante la sua carriera diventò molto attivo sull'argomento fondando un'organizzazione non-profit chiamata Stop MRSA Now!. Hill fa beneficenza anche con donazioni a organizzazioni caritatevoli.

## Statistiche
| † | Denota le stagioni in cui ha vinto il titolo |

### NCAA
| Anno       | Squadra          | PG  | PT | MP   | TC%  | 3P%  | TL%  | RP  | AP  | PRP | SP  | PP   |
| ---------- | ---------------- | --- | -- | ---- | ---- | ---- | ---- | --- | --- | --- | --- | ---- |
| 1990-1991† | Duke Blue Devils | 36  | -  | 24,6 | 51,6 | 50,0 | 60,9 | 5,1 | 2,2 | 1,4 | 0,8 | 11,2 |
| 1991-1992† | Duke Blue Devils | 33  | -  | 30,3 | 61,1 | 0,0  | 73,3 | 5,7 | 4,1 | 1,2 | 0,8 | 14,0 |
| 1992-1993  | Duke Blue Devils | 26  | -  | 31,6 | 57,8 | 28,6 | 74,6 | 6,4 | 2,8 | 2,5 | 1,4 | 18,0 |
| 1993-1994  | Duke Blue Devils | 34  | -  | 35,7 | 46,2 | 39,0 | 70,3 | 6,9 | 5,2 | 1,9 | 1,2 | 17,4 |
| Carriera   | Carriera         | 129 | -  | 30,4 | 53,2 | 37,6 | 69,8 | 6,0 | 3,6 | 1,7 | 1,0 | 14,9 |

### NBA

#### Regular season
| Anno      | Squadra         | PG   | PT  | MP   | TC%  | 3P%   | TL%  | RP  | AP  | PRP | SP  | PP   |
| --------- | --------------- | ---- | --- | ---- | ---- | ----- | ---- | --- | --- | --- | --- | ---- |
| 1994-1995 | Detroit Pistons | 70   | 69  | 38,3 | 47,7 | 14,8  | 73,2 | 6,4 | 5,0 | 1,8 | 0,9 | 19,9 |
| 1995-1996 | Detroit Pistons | 80   | 80  | 40,8 | 46,2 | 19,2  | 75,1 | 9,8 | 6,9 | 1,3 | 0,6 | 20,2 |
| 1996-1997 | Detroit Pistons | 80   | 80  | 39,3 | 49,6 | 30,3  | 71,1 | 9,0 | 7,3 | 1,8 | 0,6 | 21,4 |
| 1997-1998 | Detroit Pistons | 81   | 81  | 40,7 | 45,2 | 14,3  | 74,0 | 7,7 | 6,8 | 1,8 | 0,7 | 21,1 |
| 1998-1999 | Detroit Pistons | 50   | 50  | 37,0 | 47,9 | 0,0   | 75,2 | 7,1 | 6,0 | 1,6 | 0,5 | 21,1 |
| 1999-2000 | Detroit Pistons | 74   | 74  | 37,5 | 48,9 | 34,7  | 79,5 | 6,6 | 5,2 | 1,4 | 0,6 | 25,8 |
| 2000-2001 | Orlando Magic   | 4    | 4   | 33,3 | 44,2 | 100,0 | 61,5 | 6,3 | 6,3 | 1,3 | 0,5 | 13,8 |
| 2001-2002 | Orlando Magic   | 14   | 14  | 36,6 | 42,6 | 0,0   | 86,3 | 8,9 | 4,6 | 0,6 | 0,3 | 16,8 |
| 2002-2003 | Orlando Magic   | 29   | 29  | 29,1 | 49,2 | 25,0  | 81,9 | 7,1 | 4,2 | 1,0 | 0,4 | 14,5 |
| 2004-2005 | Orlando Magic   | 67   | 67  | 34,9 | 50,9 | 23,1  | 82,1 | 4,7 | 3,3 | 1,4 | 0,4 | 19,7 |
| 2005-2006 | Orlando Magic   | 21   | 17  | 29,2 | 49,0 | 25,0  | 76,5 | 3,8 | 2,3 | 1,1 | 0,3 | 15,1 |
| 2006-2007 | Orlando Magic   | 65   | 64  | 30,9 | 51,8 | 16,7  | 76,5 | 3,6 | 2,1 | 0,9 | 0,4 | 14,4 |
| 2007-2008 | Phoenix Suns    | 70   | 68  | 31,7 | 50,3 | 31,7  | 86,7 | 5,0 | 2,9 | 0,9 | 0,8 | 13,1 |
| 2008-2009 | Phoenix Suns    | 82   | 68  | 29,8 | 52,3 | 31,6  | 80,8 | 4,9 | 2,3 | 1,1 | 0,7 | 12,0 |
| 2009-2010 | Phoenix Suns    | 81   | 81  | 30,0 | 47,8 | 43,8  | 81,7 | 5,5 | 2,4 | 0,7 | 0,4 | 11,3 |
| 2010-2011 | Phoenix Suns    | 80   | 80  | 30,1 | 48,4 | 39,5  | 82,9 | 4,2 | 2,5 | 0,8 | 0,4 | 13,2 |
| 2011-2012 | Phoenix Suns    | 49   | 46  | 28,1 | 44,6 | 26,4  | 76,1 | 3,5 | 2,2 | 0,8 | 0,6 | 10,2 |
| 2012-2013 | L.A. Clippers   | 29   | 0   | 15,1 | 38,8 | 27,3  | 58,3 | 1,7 | 0,9 | 0,4 | 0,2 | 3,2  |
| Carriera  | Carriera        | 1026 | 972 | 33,9 | 48,3 | 31,4  | 76,9 | 6,0 | 4,1 | 1,2 | 0,6 | 16,7 |
| All-Star  | All-Star        | 6    | 6   | 22,2 | 57,1 | 50,0  | 54,5 | 2,5 | 3,2 | 1,2 | 0,2 | 10,5 |

#### Play-off
| Anno     | Squadra         | PG | PT | MP   | TC%  | 3P%  | TL%   | RP  | AP  | PRP | SP  | PP   |
| -------- | --------------- | -- | -- | ---- | ---- | ---- | ----- | --- | --- | --- | --- | ---- |
| 1996     | Detroit Pistons | 3  | 3  | 38,3 | 56,4 | 50,0 | 85,7  | 7,3 | 3,7 | 1,0 | 0,0 | 19,0 |
| 1997     | Detroit Pistons | 5  | 5  | 40,6 | 43,7 | -    | 71,8  | 6,8 | 5,4 | 0,8 | 1,0 | 23,6 |
| 1999     | Detroit Pistons | 5  | 5  | 35,2 | 45,7 | 0,0  | 81,3  | 7,2 | 7,4 | 2,0 | 0,4 | 19,4 |
| 2000     | Detroit Pistons | 2  | 2  | 27,5 | 37,5 | 50,0 | 90,0  | 5,5 | 4,5 | 0,5 | 0,0 | 11,0 |
| 2007     | Orlando Magic   | 4  | 4  | 35,8 | 50,0 | -    | 66,7  | 5,5 | 3,8 | 0,5 | 0,3 | 15,0 |
| 2008     | Phoenix Suns    | 3  | 2  | 22,7 | 45,5 | -    | 100,0 | 5,3 | 1,0 | 0,7 | 0,3 | 3,7  |
| 2010     | Phoenix Suns    | 16 | 16 | 28,3 | 48,0 | 18,8 | 86,8  | 5,8 | 2,3 | 0,8 | 0,6 | 9,6  |
| 2013     | L.A. Clippers   | 1  | 0  | 20,0 | 50,0 | -    | -     | 4,0 | 2,0 | 0,0 | 0,0 | 4,0  |
| Carriera | Carriera        | 39 | 37 | 31,6 | 46,9 | 23,8 | 78,1  | 6,1 | 3,6 | 0,9 | 0,5 | 13,4 |

#### Massimi in carriera
- Massimo di punti: 46 vs Washington Wizards (8 febbraio 1999)[69]
- Massimo di rimbalzi: 18 (2 volte)
- Massimo di assist: 14 (2 volte)
- Massimo di palle rubate: 6 (5 volte)
- Massimo di stoppate: 4 (3 volte)
- Massimo di minuti giocati: 55 vs Phoenix Suns (3 dicembre 1997)

### Cronologia presenze e punti in Nazionale
| Cronologia completa delle presenze e dei punti in Nazionale - Stati Uniti | Cronologia completa delle presenze e dei punti in Nazionale - Stati Uniti | Cronologia completa delle presenze e dei punti in Nazionale - Stati Uniti | Cronologia completa delle presenze e dei punti in Nazionale - Stati Uniti | Cronologia completa delle presenze e dei punti in Nazionale - Stati Uniti | Cronologia completa delle presenze e dei punti in Nazionale - Stati Uniti | Cronologia completa delle presenze e dei punti in Nazionale - Stati Uniti | Cronologia completa delle presenze e dei punti in Nazionale - Stati Uniti |
| Data                                                                      | Città                                                                     | In casa                                                                   | Risultato                                                                 | Ospiti                                                                    | Competizione                                                              | Punti                                                                     | Note                                                                      |
| ------------------------------------------------------------------------- | ------------------------------------------------------------------------- | ------------------------------------------------------------------------- | ------------------------------------------------------------------------- | ------------------------------------------------------------------------- | ------------------------------------------------------------------------- | ------------------------------------------------------------------------- | ------------------------------------------------------------------------- |
| 3-8-1991                                                                  | L'Avana                                                                   | Cuba                                                                      | 88 - 92                                                                   | Stati Uniti                                                               |                                                                           | n.d.                                                                      | [ 5 ]                                                                     |
| 5-8-1991                                                                  | L'Avana                                                                   | Stati Uniti                                                               | 91 - 66                                                                   | Venezuela                                                                 |                                                                           | n.d.                                                                      | [ 5 ]                                                                     |
| 6-8-1991                                                                  | L'Avana                                                                   | Stati Uniti                                                               | 87 - 81                                                                   | Argentina                                                                 |                                                                           | n.d.                                                                      | [ 5 ]                                                                     |
| 9-8-1991                                                                  | L'Avana                                                                   | Stati Uniti                                                               | 116 - 58                                                                  | Bahamas                                                                   |                                                                           | n.d.                                                                      | [ 5 ]                                                                     |
| 12-8-1991                                                                 | L'Avana                                                                   | Stati Uniti                                                               | 114 - 68                                                                  | Uruguay                                                                   |                                                                           | n.d.                                                                      | [ 5 ]                                                                     |
| 15-8-1991                                                                 | L'Avana                                                                   | Porto Rico                                                                | 73 - 68                                                                   | Stati Uniti                                                               |                                                                           | n.d.                                                                      | [ 5 ]                                                                     |
| 17-8-1991                                                                 | L'Avana                                                                   | Stati Uniti                                                               | 93 - 74                                                                   | Cuba                                                                      |                                                                           | n.d.                                                                      | [ 5 ]                                                                     |
| 7-7-1996                                                                  | Cleveland                                                                 | Stati Uniti                                                               | 109 - 68                                                                  | Brasile                                                                   | Amichevole                                                                | 10                                                                        | [ 70 ]                                                                    |
| 10-7-1996                                                                 | Phoenix                                                                   | Stati Uniti                                                               | 119 - 58                                                                  | Cina                                                                      | Amichevole                                                                | 14                                                                        | [ 71 ]                                                                    |
| 12-7-1996                                                                 | Salt Lake City                                                            | Stati Uniti                                                               | 118 - 77                                                                  | Australia                                                                 | Amichevole                                                                | n.d.                                                                      | [ 72 ]                                                                    |
| 14-7-1996                                                                 | Indianapolis                                                              | Stati Uniti                                                               | 128 - 62                                                                  | Grecia                                                                    | Amichevole                                                                | 15                                                                        | [ 73 ]                                                                    |
| 20-7-1996                                                                 | Atlanta                                                                   | Stati Uniti                                                               | 96 - 68                                                                   | Argentina                                                                 | Olimpiadi 1996 - Fase a gironi                                            | 10                                                                        | [ 74 ]                                                                    |
| 22-7-1996                                                                 | Atlanta                                                                   | Stati Uniti                                                               | 87 - 54                                                                   | Angola                                                                    | Olimpiadi 1996 - Fase a gironi                                            | 7                                                                         | [ 75 ]                                                                    |
| 24-7-1996                                                                 | Atlanta                                                                   | Stati Uniti                                                               | 104 - 82                                                                  | Lituania                                                                  | Olimpiadi 1996 - Fase a gironi                                            | 9                                                                         | [ 76 ]                                                                    |
| 26-7-1996                                                                 | Atlanta                                                                   | Stati Uniti                                                               | 133 - 70                                                                  | Cina                                                                      | Olimpiadi 1996 - Fase a gironi                                            | 19                                                                        | [ 77 ]                                                                    |
| 28-7-1996                                                                 | Atlanta                                                                   | Stati Uniti                                                               | 102 - 71                                                                  | Croazia                                                                   | Olimpiadi 1996 - Fase a gironi                                            | 9                                                                         | [ 78 ]                                                                    |
| 30-7-1996                                                                 | Atlanta                                                                   | Stati Uniti                                                               | 98 - 75                                                                   | Brasile                                                                   | Olimpiadi 1996 - Quarti di finale                                         | 4                                                                         | [ 79 ]                                                                    |
| Totale                                                                    |                                                                           | Presenze                                                                  | 17                                                                        |                                                                           | Punti                                                                     | 97                                                                        |                                                                           |

## Palmarès

### NBA
- Rookie dell'anno: 1995
- All-Rookie Team:

First team: 1995
- All-NBA Team: 5

First team: 1997
Second Team: 1996, 1998, 1999, 2000
- Convocazioni all'All-Star Game: 7

1995, 1996, 1997, 1998, 2000, 2001, 2005
- NBA Sportsmanship Award 2005, 2008 e 2010 (record)

### NCAA
- Titoli NCAA: 2

Duke Blue Devils: 1991, 1992
- NCAA AP All-America Team:

First team: 1994
Third team: 1993
- McDonald's All-American Game: 1990